# Любе (озеро)
Озеро Лю́бе (пол. Lubie) — озеро в  Польщі, в Західнопоморському воєводстві, в Дравському повіті, в гміні  Злоценець.
Площа поверхні озера  — 14,87 км². Розташоване воно на висоті 95,5 метрів над рівне Балтійського моря. На озері є 5 островів. Південний берег озера покритий лісом. В оз. Любе впадає річка Драва. На озері розташовані піщані пляжі. 
|  |

Глибина озера сягає до 46 метрів, а довжина 14 км
|  |

На берегах розкинулись три міста: Ґудово, Любєшево, Карвіце. В Любе багато риби, а саме окунь, щука, судак, лящ. Також є річкові раки.
Назва Любе офіційно була зареєстрована у 1949 році, замінивши колишню німецьку назву Gross Lübbe-See